# استیو کین
استیو کین (به انگلیسی: Steve Keen)، (زاده ۲۸ مارس ۱۹۵۳) یک اقتصاددان و نویسنده استرالیایی است. او خود را فردی پساکینزی می‌داند و اقتصاد نئوکلاسیک را ناسازگار، غیرعلمی و از نظر تجربی بدون پشتوانه نقد می‌کند.
کین دانشیار اقتصاد در دانشگاه سیدنی غربی بود، تا این‌که در سال ۲۰۱۳ به‌دلیل بسته شدن برنامه اقتصاد در دانشگاه، استعفا داد. در سال ۲۰۱۴ استاد و رئیس دانشکده اقتصاد، تاریخ و سیاست در دانشگاه کینگستون لندن شد. او از آن زمان بازنشسته شده‌است و از منابع مالی برای انجام تحقیقات مستقل و همچنین پژوهشگر برجسته در مؤسسه انعطاف‌پذیری و امنیت استراتژی، کالج دانشگاهی لندن حمایت مالی می‌شود.

## سنین جوانی و تحصیل
کین در سال ۱۹۵۳ در سیدنی به‌دنیا آمد. پدرش مدیر بانک بود. او با مدرک لیسانس در سال ۱۹۷۴ و لیسانس حقوق در سال ۱۹۷۶، هر دو از دانشگاه سیدنی فارغ‌التحصیل شد. سپس در سال ۱۹۷۷ مدرک تحصیلی خود را در کالج معلمان سیدنی به پایان رساند.
در سال ۱۹۹۰ مدرک کارشناسی ارشد بازرگانی را در رشته اقتصاد و تاریخ اقتصادی در دانشگاه نیو ساوت ولز به پایان رساند. او دکترای خود را در رشته اقتصاد در دانشگاه نیو ساوت ولز در سال ۱۹۹۷ دریافت کرد.

## اقتصاد

### بی‌ثباتی مالی و بدهی تورمی
بیش‌تر کارهای اخیر استیو کین بر مدل‌سازی فرضیه بی‌ثباتی مالی هایمن مینسکی و بدهی تورمی ایروینگ فیشر تمرکز دارد. این فرضیه پیش‌بینی می‌کند که نسبت بدهی خصوصی به تولید ناخالص داخلی بسیار زیاد است که می‌تواند باعث کاهش تورم و رکود شود. در این‌جا، کاهش سطح قیمت منجر به افزایش مداوم مقدار واقعی بدهی‌های معوق می‌شود. علاوه بر این، ادامه کاهش اعتبار بدهی‌های معوق نرخ کاهش تورم را افزایش می‌دهد؛ بنابراین، بدهی و کاهش تورم بر روی یکدیگر عمل می‌کنند و به یکدیگر واکنش نشان می‌دهند، که منجر به یک مارپیچ بدهی - کاهش تورم می‌شود. و نتیجه آن یک افسردگی اقتصادی است.

### اقتصادزدایی
نقد همه‌جانبه کین از اقتصاد نئوکلاسیک در کتاب اقتصادزدایی او آمده‌است. کین طیف گسترده‌ای از نقدها را بر نظریه اقتصادی نئوکلاسیک ارائه می‌کند. او استدلال می‌کند که آن‌ها مفروضات نئوکلاسیک را نشان می‌دهند که اساساً ناقص هستند. ادعای کین چندین فرضیه نئوکلاسیک از نظر تجربی پشتیبانی نمی‌شوند (یعنی توسط پدیده‌های قابل مشاهده و تکرارپذیر پشتیبانی نمی‌شوند) و همچنین برای جامعه در کل مطلوب نیستند (یعنی لزوماً برای اکثریت کارایی یا برابری ایجاد نمی‌کنند). او استدلال می‌کند که نتیجه‌گیری‌های کلی اقتصاددانان نسبت به تغییرات کوچک در این مفروضات بسیار حساس است.
کین با این استدلال که ماشین‌ها می‌توانند در طول عمر عملیاتی خود، ارزش محصول بیش‌تری نسبت به ارزش کل استهلاک اعمال‌شده به آن ایجاد کنند، کین تلاش کرده‌است با نظریه کارل مارکس از دیدگاه پساکینزی مقابله کند (به‌ویژه دیدگاه مارکس قبل از ۱۸۵۷).
برای مثال، ارزش کل سوسیس تولیدشده توسط یک دستگاه در طول عمر مفید آن ممکن است بیش‌تر از ارزش دستگاه باشد. او اشاره می‌کند که استهلاک، نقطه ضعف سیستم حسابداری اجتماعی مارکس در تمام طول دوران بوده‌است. کین استدلال می‌کند که همه عوامل تولید می‌توانند ارزش جدیدی به خروجی‌ها اضافه کنند. با این حال، مارکس را به‌خاطر مشارکت در «فرضیه بی‌ثباتی مالی» هیمن مینسکی اعتبار می‌دهد.
کتاب کین با بررسی مکاتب مختلف ااقتصاد دگراندیشانه پایان می‌یابد، و به این نتیجه می‌رسد که «هیچ‌کدام از این مکاتب در حال حاضر به اندازه کافی قوی یا کامل نیستند که خود را مدعی عنوان «نظریه اقتصادی قرن بیست و یکم» معرفی کنند.» او استدلال می‌کند که اقتصاد نئوکلاسیک یک «برنامه تحقیقاتی انحطاط» است، نه تولید دانش جدید. در درجه اول کمربندی از فرضیه‌های کمکی محافظ ایجاد می‌کند تا از باورهای اصلی خود در برابر انتقاد محافظت کند. یک وب‌سایت همراه وجود دارد که توضیحات ریاضی دقیق‌تری را ارائه می‌دهد.

### سیاست
در آگوست ۲۰۱۵، کین از کمپین جرمی کوربین در انتخابات رهبری حزب کارگر حمایت کرد. از اکتبر ۲۰۲۱، کین قصد دارد به‌عنوان نامزد سنا در انتخابات فدرال استرالیا در سال ۲۰۲۲ برای حزب لیبرال‌های جدید در نیو ساوت ولز شرکت کند.

### دیدگاه‌ها دربارهٔ همه‌پرسی اتحادیه اروپا در بریتانیا
کین طرفدار خروج بریتانیا از اتحادیه اروپا بود و اظهار داشت که اقتصاددانان جریان اصلی بیش از حد مطمئن هستند و اثرات احتمالی پس از خروج این کشور را اغراق می‌کنند. او سیاست حرکت آزاد مرزهای باز اتحادیه اروپا را در غیاب یک سیاست مالی مشترک، تند و ناپایدار می‌داند. از این گذشته، با توجه به این‌که چگونه مهاجران در کشورهای مقصد که ریاضت اقتصادی را نیز تجربه می‌کنند، بار سنگینی را بر خدمات عمومی تحمیل می‌کنند.
او همچنین بیان می‌کند مقدر شده‌است که یورو شکست بخورد، نه به‌دلیل این‌که کم‌کم کشورهای آسیب‌دیده از رکود را جریمه می‌کند، که نمی‌توانند سیاست مالی گسترده‌ای را دنبال کنند، و در واقع کل پروژه اتحادیه اروپا را پروژه‌ای شکست‌خورده می‌داند که در معرض فروپاشی قرار دارد.

## آثار
- کین، استیو (۲۰۲۱). اقتصاد جدید. یک مانیفست، پالتی.
- کین، استیو (۲۰۱۷). آیا می‌توانیم از یک بحران مالی دیگر جلوگیری کنیم؟ پالتی. شابک ‎۹۷۸۱۵۰۹۵۱۳۷۳۴، شابک 9781509513734.
- کین، استیو (۲۰۱۵). توسعه اقتصاد برای جهان پس از بحران. انجمن جهانی اقتصاد و انتشارات کالج. شابک ‎۹۷۸۱۸۴۸۹۰۱۸۶۵، شابک 9781848901865.
- لی، فردریک اس و استیو کین (۲۰۰۴): «امپراتور نامنسجم: نقد هترودوکسی نظریه اقتصاد خرد نئوکلاسیک»، بررسی اقتصاد اجتماعی، V. 62، Iss. 2: 169-199
- ویراستار مشترک: تجارت، پیچیدگی و تکامل: موضوعات اقتصاد، مالی، بازاریابی و مدیریت: مجموعه مقالات دوازدهمین سمپوزیوم بین‌المللی در نظریه اقتصادی و اقتصادسنجی. نیویورک: انتشارات دانشگاه کمبریج. شابک ‎۰-۵۲۱-۶۲۰۳۰-۹، شابک 0-521-62030-9.
- پادکست The Debunking Economics: با فیل دابی و پروفسور استیو کین (http://debunkingeconomics.com)